# Chydarteres costatus
Chydarteres costatus är en skalbaggsart som först beskrevs av Aurivillius 1909.  Chydarteres costatus ingår i släktet Chydarteres och familjen långhorningar. Inga underarter finns listade i Catalogue of Life.